# Hierochloe davidsei
Hierochloe davidsei är en gräsart som beskrevs av Richard Walter Pohl. Hierochloe davidsei ingår i släktet Hierochloe och familjen gräs. Inga underarter finns listade i Catalogue of Life.